# Lanfranco (nome)
Lanfranco  è un nome proprio di persona italiano maschile.

## Varianti
- Ipocoristici: Franco[1]
- Femminili: Lanfranca[2][4]

### Varianti in altre lingue
- Catalano: Lanfranc[5]
- Germanico: Lanfranc[6], Lanfrank[1][6], Lanfranch[6], Landfrank[1]
- Latino: Lanfrancus[1][2]
- Spagnolo: Lanfranco[5]

## Origine e diffusione
Continua il nome germanico Lanfranch, di tradizione francone e tedesca, documentato nel IX secolo con la forma latina medievale Lanfrancus. È composto dalle radici land ("terra", "paese"), e frank (l'etnico dei Franchi, anche con il senso di "libero", "non asservito"), quindi il significato può essere interpretato come "[uomo] libero nel [suo] paese", "terra libera" o anche "terra dei Franchi". È l'unico caso documentato nell'onomastica germanica in cui l'elemento frank è in seconda posizione nel nome.
Negli anni 1970 si contavano circa 7 500 occorrenze del nome, attestate in tutta Italia ma con più frequenza al Centro-Nord, più 400 occorrenze della forma femminile, limitata al Nord e specialmente diffusa in Emilia-Romagna.

## Onomastico
Nel martirologio romano non compare alcun Lanfranco, ma se ne registrano tre negli Acta Sanctorum, variamente ricordati come santi o beati a seconda della fonte; l'onomastico quindi si può festeggiare in una delle date seguenti:
- 28 maggio, san Lanfranco, vescovo di Canterbury[1][5][7][8]
- 23 giugno, san Lanfranco Beccari, vescovo di Pavia vissuto nel XII secolo[1][3][7][9]
- 2 settembre, san Lanfranco, vescovo di Vercelli[1][7][9]

## Persone
- Lanfranco, architetto italiano

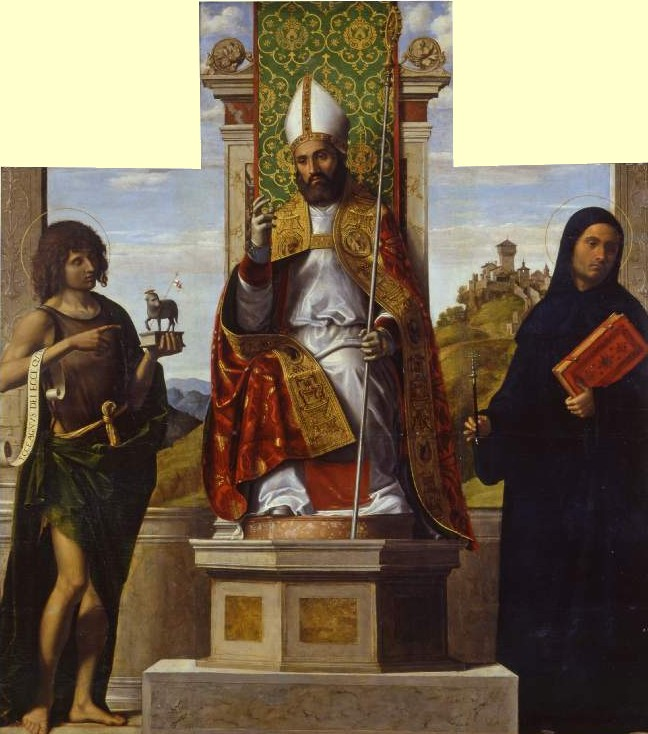
Lanfranco Beccari

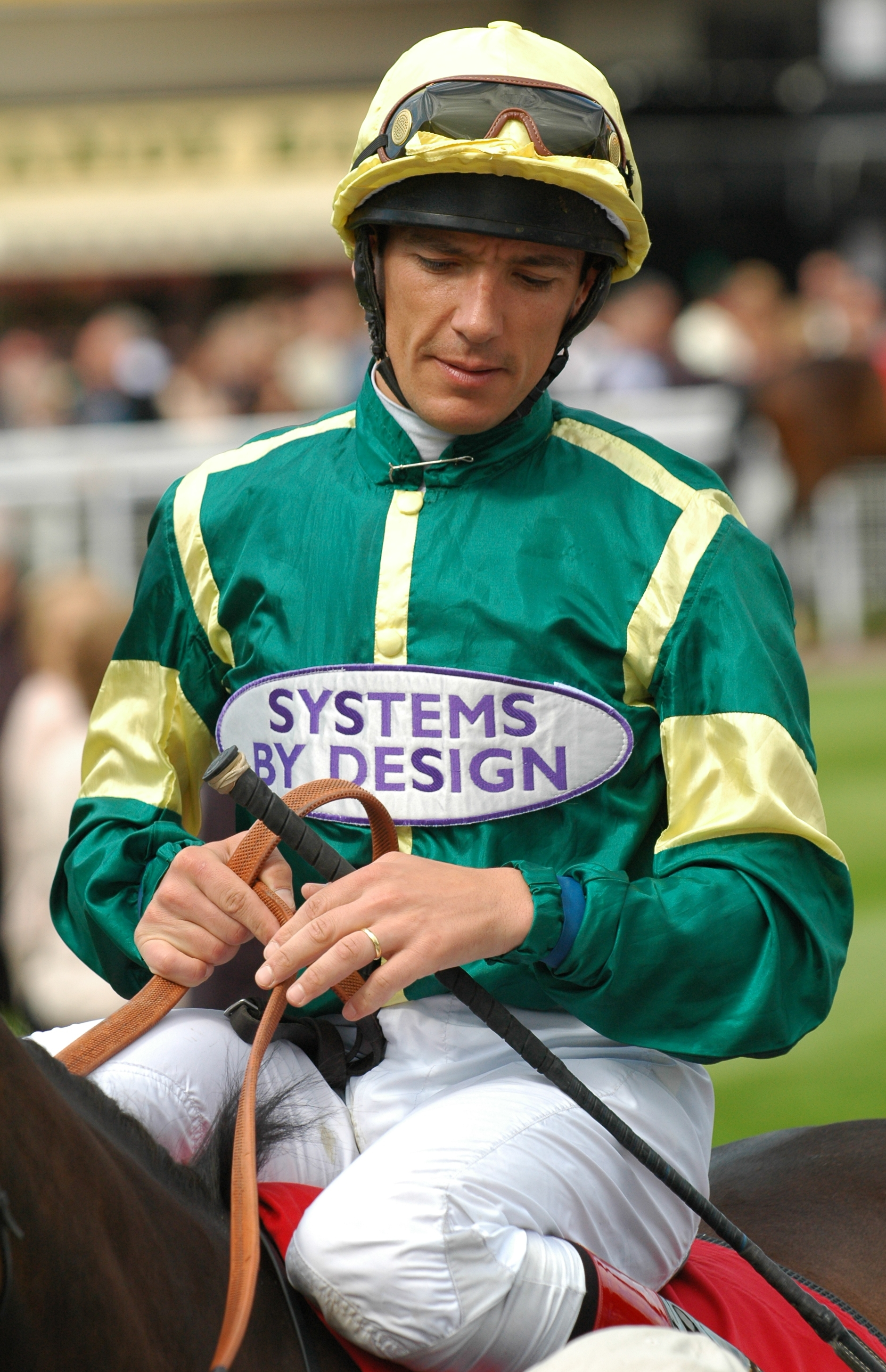
Lanfranco Dettori

- Lanfranco di Canterbury, teologo, filosofo e vescovo cattolico italiano
- Lanfranco de Martinengo, cavaliere italiano
- Lanfranco da Oriano, giurista italiano
- Lanfranco da Milano, medico, chirurgo e religioso italiano
- Lanfranco Beccari, vescovo cattolico italiano
- Lanfranco Caretti, filologo, critico letterario e italianista italiano
- Lanfranco Cesari, giornalista e scrittore italiano
- Lanfranco Cigala, trovatore, giurista e diplomatico italiano
- Lanfranco Colombo, fotografo, gallerista e sciatore nautico italiano
- Lanfranco Dettori, fantino italiano
- Lanfranco Fabriani, scrittore italiano
- Lanfranco Malaguti, chitarrista italiano
- Lanfranco Pace, giornalista e scrittore inglese naturalizzato italiano
- Lanfranco Tenaglia, magistrato e politico italiano
- Lanfranco Turci, politico italiano